# Mezilesí, Náchod
Mezilesí là một làng thuộc huyện Náchod, vùng Královéhradecký, Cộng hòa Séc.